# باغشن

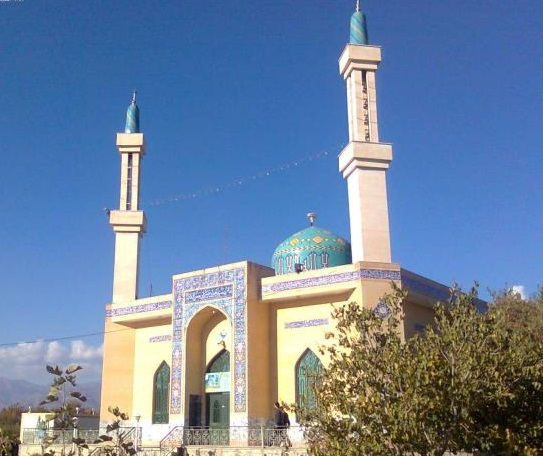
امامزاده ی باغشن

باغشن یا بغ شن نام روستایی است که در استان خراسان رضوی و در ۳۰ کیلومتری جاده نیشابور به مشهد قرار دارد.با جمعیت ۹۰۰۰ .
این روستا در بخش مرکزی شهرستان زبرخان و در ۵ کیلومتری مرکز شهرستان زبرخان شهر قدمگاه و در ۸ کیلومتری شهر درود قرار دارد.
این روستا به دلیل داشتن باغ و درختان فراوان و چشمه آبی گوارا که از کوه های بالا دست جاری میگیرد دارای آب و هوای بسیار دلچسب و دلپذیر می‌باشد.

از اماکن زیارتی این روستا می‌توان به بقعه نوه امام موسی کاظم، امامزاده سید یحیی ابن موسی ابن جعفر و همچنین گلزار شهدای این روستا که ۳۶ کشته جنگ ایران و عراق در آن مدفون می‌باشند اشاره نمود و در کنار گلزار شهدا آرامگاه بومیان قرار گرفته .